# Доунингия изящная
Доуни́нгия изя́щная (лат. Downingia elegans) — типовой вид рода Доунингия (Downingia) семейства Колокольчиковые (Campanulaceae).

## Ботаническое описание
Однолетнее травянистое растение, образующее ветвящиеся прямостоячие стебли со множеством остроконечных листьев. На конце каждого ответвления располагается 1 или более цветков, каждый 0,5—2 см в диаметре.
Цветок трубчатый, имеет 2 длинные, узкие, заострённые на конце верхние доли густого пурпурного цвета. Три нижние доли срастаются в общую трёхдольную пластинку пурпурного цвета с большим белым пятном в центре. Доли могут быть заострёнными. Иногда вблизи губы венчика есть жёлтый цвет.

## Распространение и местообитание
Произрастает на западе Северной Америки от Калифорнии до Британской Колумбии, где растёт на лугах и вблизи весенних прудов.

## Синонимика
- Bolelia elegans (Torr.) Greene
- Clintonia corymbosa A.DC.
- Clintonia elegans Douglas ex Lindl.
- Downingia brachypetala Gand.
- Downingia corymbosa (A.DC.) A.Nelson & J.F.Macbr.
- Downingia elegans var. brachypetala (Gand.) McVaugh
- Downingia elegans var. corymbosa (A.DC.) A.Gray
- Downingia elegans f. rosea H.St.John
- Gynampsis flexuosa Raf.
- Lobelia douglasii Alph.Wood[1]